# Jan Laška

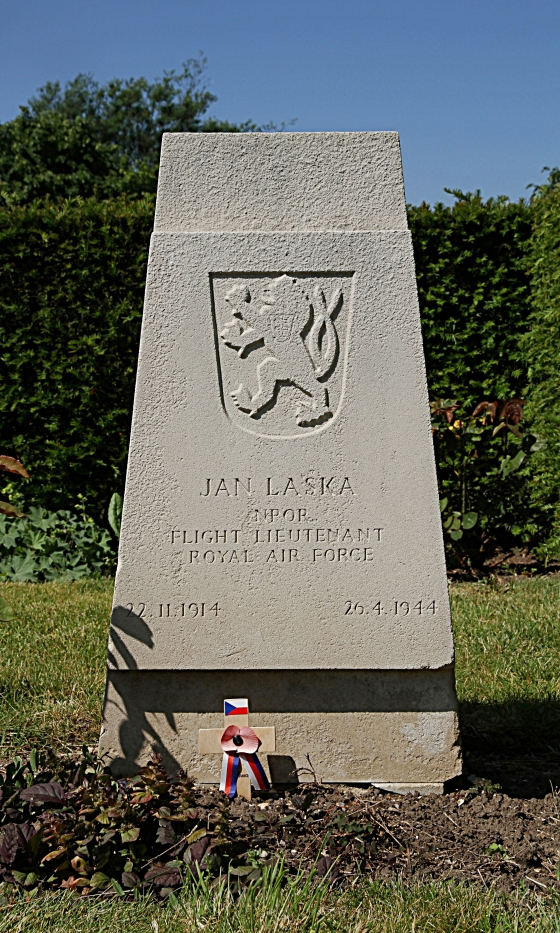
Pohřben na hřbitově v Chichesteru, Sussex, 159-E-30

Plukovník Jan Laška (22. listopadu 1914 Havlíčkův Brod – 26. dubna 1944 Rowlands Castle) byl československý letec, příslušník 313. čs.stíhací perutě u RAF.

## Mládí
Narodil se jako syn zaměstnance státních drah Emiliána Lašky v Německém Brodě (nyní Havlíčkův Brod). Společně s rodákem z blízké vesnice Stanislavem Zimprichem navštěvoval skautský oddíl a společně hráli kopanou za AFK Německý Brod. Vystudoval místní obecnou i měšťanskou školu, maturitní vysvědčení získal na obchodní škole, další čtyři roky pak studoval na vyšší hospodářské škole v Čáslavi. Jazykové vzdělání měl rovněž bohaté – uměl německy, francouzsky a částečně anglicky. V letech 1936–1937 absolvoval v Chebu leteckou školu s důstojnickým výcvikem  a stal se pilotem v hodnosti podporučíka v záloze.

## Okupace a válečné roky
Po dokončení výcviku a okupaci Československa 6. července 1939 opustil vlast a v srpnu téhož roku se dostal do Francie, kde vyčkal na vyřízení své žádosti pro přijetí do cizinecké legie. V září mu bylo vyhověno a byl přijat. V květnu roku 1940, měsíc před nucenou evakuací do Velké Británie, byl povýšen na poručíka. Po příjezdu do anglického Falmouthu byl v srpnu 1940 přijat do RAF a během září a října absolvoval výcvik a přeškolení na letouny RAF.
Stal se příslušníkem 312. československé stíhací perutě a byl povýšen na nadporučíka. Absolvoval různé druhy misí včetně hlídkových letů, útoků na pozemní cíle nebo lodě nebo ofenzivních akcí nad Evropou.
Za jeho zásahy a zásluhy mu bylo nadřízenými nabídnuto, aby se stal pilotem dopravních letadel mezi Evropou a Spojenými státy. Laška to odmítl a posílil řady 313. čs.stíhací perutě, kde už působil jako kapitán (flight lieutenant).

## Nehoda při tréninku
26. dubna 1944 příslušníci 313. perutě absolvovali jeden výpad za účelem nácviku bombardování nad mořem u Selsey Bill. Během seskupování letky došlo k nárazu letadla seržanta Františka Fanty do letounu Jana Lašky. František Fanta byl po nehodě nalezen mrtvý. Laška se pokusil s poškozeným strojem nouzově přistát nedaleko rowlandského zámku, ale neúspěšně a zřítil se. Při příjezdu sanitky byl nalezen živý, cestou do nemocnice ale těžkým vnitřním zraněním podlehl. Byl pohřben 2. května 1944 na hřbitově města Chichester. Jméno Jana Laška je uvedeno na pomníku československým letcům na hřbitově v Prostějově, na pomníku obětem 1. a 2. světové války v Havlíčkově Brodě a na pomníku obětem 2. světové války v Praze–Bubenči.